# Повітрянодесантна техніка

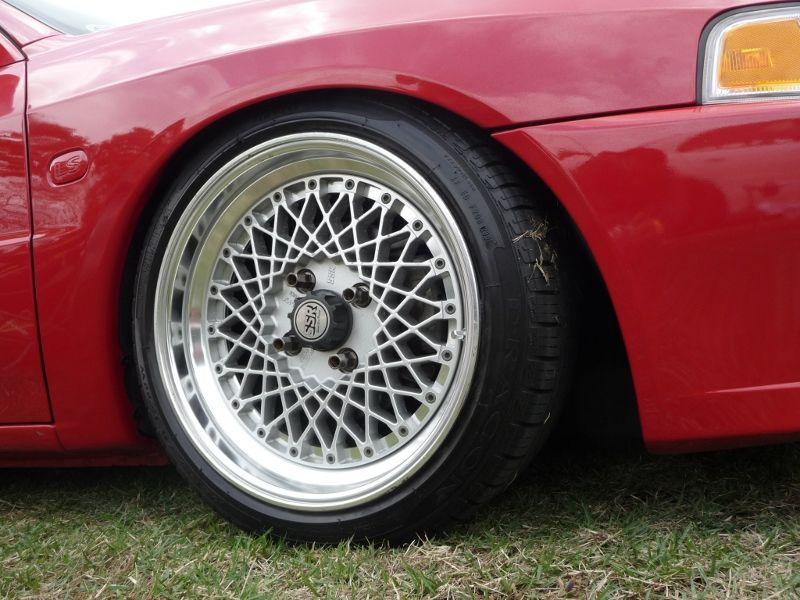
Вантажна парашутна платформа П-7

Пові́тряно-деса́нтна те́хніка  — спеціальна техніка, спорядження та обладнання, які призначені для десантування особового складу, озброєння, бойової техніки і матеріальних засобів з військово-транспортних літаків парашутним способом.
До повітряно-десантної техніки відносяться парашути людські і вантажні, парашутні платформи, багатокупольні і парашутно-реактивні, а також безплатформенні системи десантування техніки, вантажні контейнери та інше.

## Відео
- US Army Airborne Jump From a C130
- 82nd Airborne jump
- Parachute drop gone bad